# Tachikawa (Tokyo)
Pour les articles homonymes, voir Tachikawa (homonyme).
Tachikawa (立川市, Tachikawa-shi) est une ville de la métropole de Tokyo, au Japon.

## Géographie

### Situation
Tachikawa est située sur le plateau de Musashino, à environ 40 km à l'ouest du centre de Tokyo.

### Municipalités limitrophes
| Musashimurayama | Higashiyamato | Kodaira   |
| Akishima        | Tachikawa     | Kokubunji |
| Fussa           | Hino          | Kunitachi |

### Démographie
En mars 2023, la population de Tachikawa était de 185 242 habitants, répartis sur une superficie de 24,36 km2.

### Climat
La ville a un climat subtropical humide caractérisé par des étés chauds et des hivers frais avec peu ou pas de chutes de neige. La température moyenne annuelle à Tachikawa est de 13,9 °C. La pluviométrie annuelle moyenne est de 1647 mm, septembre étant le mois le plus humide.

### Hydrographie
Tachikawa est bordée par le fleuve Tama au sud.

## Histoire
La région de Tachikawa actuelle faisait partie de l'ancienne province de Musashi et a été contrôlée par le clan Tachikawa de l'époque Heian à l'époque Sengoku. À l'époque d'Edo, Tachikawa n'était qu'un petit village le long du Kōshū Kaidō.
Lors de la réforme cadastrale post-restauration de Meiji du 22 juillet 1878, la zone est devenue une partie du district de Kitatama dans la préfecture de Kanagawa. Le 1er avril 1889 avec l'établissement de la loi sur les municipalités modernes, le village de Tachikawa a été créé. Le district de Kitatama a été transféré sous le contrôle administratif de la métropole de Tokyo le 1er avril 1893. Tachikawa est élevé au statut de bourg en 1923, puis de ville le 1er décembre 1940.

## Culture locale et patrimoine
- Parc mémorial Shōwa

## Transports
La ville est desservie par la ligne Chūō qui la relie notamment à l'est aux gares de Shinjuku et Tokyo et au sud-ouest à Hachiōji et Takao. Tachikawa est également desservie par les lignes Ōme, Nambu et Seibu Haijima. Le monorail Tama Toshi traverse la ville selon un axe nord-sud. La gare de Tachikawa est la principale gare de la ville.

## Jumelage
Tachikawa est jumelée avec la ville californienne de San Bernardino aux États-Unis.